# Mistrovství světa v plavání v krátkém bazénu 2012
11. Mistrovství světa v plavání v krátkém bazénu 2012 se konalo v Istanbulu od 12. do 16. prosince. Soutěž se pořádala v Sinan Erdem Dome pouze v plavání a na krátkém (25m) bazénu.
FINA na mítinku 12. dubna 2008 zvolila Istanbul, který porazil hlavní město Rakouska Vídeň.
Mistrovství světa se zúčastnilo 161 států a nejúspěšnějším státem se staly Spojené státy americké se ziskem 27 medailí a největším počtem (11) zlatých medailí. Bylo zde pokořeno celkem 18 rekordů šampionátu a 2 světové rekordy. Oba překonal Ryan Lochte. Nejlepšími plavci soutěže byli zvoleni právě Ryan Lochte (USA) a Maďarka Katinka Hosszú.
Ryan Lochte zde překonal svůj loňský rekord a stal se prvním plavcem, který na krátkém světě získal osm medailí. Katinka Hosszú získala medailí pět.

## Disciplíny

### Mužské disciplíny
| Disciplína               | Zlato | Zlato       | Stříbro | Stříbro  | Bronz | Bronz    |
| ------------------------ | --- | ----------- | --- | -------- | --- | -------- |
| 50 m volný způsob        | Vladimir Morozov Rusko | 20.55 NR    | Florent Manaudou Francie | 20.88    | Anthony Ervin Spojené státy americké                                                                                   | 20.99    |
| 100 m volný způsob       | Vladimir Morozov Rusko | 45.65       | Tommaso D'Orsogna Austrálie | 46.80    | Yevgeny Lagunov Rusko                                                                                                  | 46.81    |
| 200 m volný způsob       | Ryan Lochte Spojené státy americké | 1:41.92     | Paul Biedermann Německo | 1:42.07  | Conor Dwyer Spojené státy americké                                                                                     | 1:43.78  |
| 400 m volný způsob       | Paul Biedermann Německo | 3:39.15     | Hao Yun Čína | 3:39.48  | Mads Glæsner Dánsko | 3:40.09  |
| 1500 m volný způsob      | Mads Glæsner Dánsko | 14:30.01    | Gregorio Paltrinieri Itálie | 14:31.13 | Pál Joensen Faerské ostrovy                                                                                            | 14:36.93 |
| 50 m znak                | Robert Hurley Austrálie | 23.04       | Matt Grevers Spojené státy americké | 23.17    | Stanislav Doněc Rusko                                                                                                  | 23.19    |
| 100 m znak               | Matt Grevers Spojené státy americké | 49.89       | Stanislav Doněc Rusko | 49.91    | Guilherme Guido Brazílie                                                                                               | 50.50    |
| 200 m znak               | Radosław Kawęcki Polsko | 1:48.48     | Ryan Lochte Spojené státy americké | 1:48.50  | Ryan Murphy Spojené státy americké                                                                                     | 1:48.86  |
| 50 m prsa                | Aleksander Hetland Norsko | 26.30       | Damir Dugonjič Slovinsko | 26.32    | Florent Manaudou Francie                                                                                               | 26.33    |
| 100 m prsa               | Fabio Scozzoli Itálie | 57.10       | Damir Dugonjič Slovinsko | 57.32    | Kevin Cordes Spojené státy americké                                                                                    | 57.83    |
| 200 m prsa               | Dániel Gyurta Maďarsko | 2:01.35 CR  | Michael Jamieson Velká Británie | 2:03.00  | Vjačeslav Sinkevič Rusko                                                                                               | 2:03.08  |
| 50 m motýlek             | Nicholas Santos Brazílie | 22.22 CR    | Chad le Clos Jihoafrická republika | 22.26    | Tom Shields Spojené státy americké                                                                                     | 22.46 NR |
| 100 m motýlek            | Chad le Clos Jihoafrická republika | 48.82 CR,AF | Tom Shields Spojené státy americké | 49.54    | Ryan Lochte Spojené státy americké                                                                                     | 49.59    |
| 200 m motýlek            | Kazuya Kaneda Japonsko | 1:51.01 CR  | László Cseh Maďarsko | 1:51.66  | Nikolaj Skvorcov Rusko                                                                                                 | 1:52.33  |
| 100 m polohový závod     | Ryan Lochte Spojené státy americké | 51.21       | Kenneth To Austrálie | 51.38    | George Bovell Trinidad a Tobago                                                                                        | 51.66    |
| 200 m polohový závod     | Ryan Lochte Spojené státy americké | 1:49.63 WR  | Daiya Seto Japonsko | 1:52.80  | László Cseh Maďarsko                                                                                                   | 1:52.89  |
| 400 m polohový závod     | Daiya Seto Japonsko | 3:59.15 AS  | László Cseh Maďarsko | 4:00.50  | Dávid Verrasztó Maďarsko                                                                                               | 4:02.87  |
| 4×100 m volný způsob     | Spojené státy americké Anthony Ervin (47.28) Ryan Lochte (45.64) Jimmy Feigen (47.25) Matt Grevers (46.23) Garrett Weber-Gale Tyler Reed             | 3:06.40     | Itálie Luca Dotto (46.84) Marco Orsi (45.94) Michele Santucci (47.46) Filippo Magnini (46.83)                                                   | 3:07.07  | Austrálie Tommaso D'Orsogna (46.68) Kyle Richardson (46.92) Travis Mahoney (47.32) Kenneth To (46.35)                  | 3:07.27  |
| 4×200 m volný způsob     | Spojené státy americké Ryan Lochte (1:41.17) Conor Dwyer (1:43.04) Michael Klueh (1:43.04) Matt McLean (1:43.99) Garrett Weber-Gale Michael Weiss    | 6:51.40     | Austrálie Tommaso D'Orsogna (1:42.49) Jarrod Killey (1:42.82) Kyle Richardson (1:44.59) Robert Hurley (1:42.39) Travis Mahoney                  | 6:52.29  | Německo Paul Biedermann (1:41.93) Dimitri Colupaev (1:42.96) Christoph Fildebrandt (1:45.40) Yannick Lebherz (1:42.93) | 6:53.22  |
| 4×100 m polohová štafeta | Spojené státy americké Matt Grevers (50.00) Kevin Cordes (57.15) Tom Shields (48.66) Ryan Lochte (45.22) Ryan Murphy Mihail Alexandrov Anthony Ervin | 3:21.03     | Rusko Stanislav Doněc (50.10) Vjačeslav Sinkevič (57.54) Nikolaj Skvorcov (50.27) Vladimir Morozov (44.95) Vjačeslav Prudnikov Jevgenij Lagunov | 3:22.86  | Austrálie Robert Hurley (50.44) Kenneth To (57.44) Grant Irvine (50.75) Tommaso D'Orsogna (46.14) Kyle Richardson      | 3:24.77  |

### Ženské disciplíny
| Disciplína               | Zlato | Zlato          | Stříbro | Stříbro    | Bronz | Bronz    |
| ------------------------ | --- | -------------- | --- | ---------- | --- | -------- |
| 50 m volný způsob        | Alexandra Herasimenjová Bělorusko | 23.64          | Francesca Halsall Velká Británie | 23.87      | Jeanette Ottesen Dánsko | 24.00    |
| 100 m volný způsob       | Britta Steffenová Německo | 52.31          | Megan Romano Spojené státy americké | 52.48      | Tang Yi Čína | 52.73    |
| 200 m volný způsob       | Allison Schmitt Spojené státy americké | 1:53.59        | Katinka Hosszú Maďarsko | 1:54.31    | Melanie Costa Španělsko | 1:54.45  |
| 400 m volný způsob       | Melanie Costa Španělsko | 4:01.18        | Chloe Sutton Spojené státy americké | 4:01.20    | Lauren Boyle Nový Zéland | 4:01.24  |
| 800 m volný způsob       | Lauren Boyle Nový Zéland | 8:08.62 OC     | Lotte Friis Dánsko | 8:10.99    | Chloe Sutton Spojené státy americké | 8:15.53  |
| 50 m znak                | Zhao Jing Čína | 25.95 CR       | Olivia Smoliga Spojené státy americké | 26.13 NR   | Aleksandra Urbanczyk Polsko | 26.50    |
| 100 m znak               | Olivia Smoliga Spojené státy americké | 56.64          | Mie Nielsen Dánsko | 57.07 NR   | Simona Baumrtová Česko | 57.18 NR |
| 200 m znak               | Daryna Zevina Ukrajina | 2:02.24        | Bonnie Brandon Spojené státy americké | 2:03.19    | Duane Da Rocha Španělsko | 2:04.15  |
| 50 m prsa                | Rūta Meilutytė Litva | 29.44 CR, ER   | Alia Atkinson Jamajka | 29.67 NR   | Sarah Katsoulis Austrálie | 29.94    |
| 100 m prsa               | Rūta Meilutytė Litva | 1:03.52 CR, ER | Alia Atkinson Jamajka | 1:03.80 NR | Rikke Møller Pedersen Dánsko | 1:04.05  |
| 200 m prsa               | Rikke Møller Pedersen Dánsko | 2:16.08 CR     | Laura Sogar Spojené státy americké | 2:16.93    | Kanako Watanabe Japonsko | 2:19.39  |
| 50 m motýlek             | Lu Ying Čína | 25.14          | Ťiao Liou-jang Čína | 25.23      | Jeanette Ottesen Dánsko | 25.55    |
| 100 m motýlek            | Ilaria Bianchi Itálie | 56.13          | Liou C'-ke Čína | 56.58      | Jemma Lowe Velká Británie | 56.66    |
| 200 m motýlek            | Katinka Hosszú Maďarsko | 2:02.20 CR, ER | Ťiao Liou-jang Čína | 2:02.28    | Jemma Lowe Velká Británie | 2:03.19  |
| 100 m polohový závod     | Katinka Hosszú Maďarsko | 58.49 CR       | Rūta Meilutytė Litva | 58.79 NR   | Zhao Jing Čína | 58.80    |
| 200 m polohový závod     | Ye Shiwen Čína | 2:04.64 CR     | Katinka Hosszú Maďarsko | 2:04.72    | Hannah Miley Velká Británie | 2:07.12  |
| 400 m polohový závod     | Hannah Miley Velká Británie | 4:23.14 CR, ER | Ye Shiwen Čína | 4:23.33 AS | Katinka Hosszú Maďarsko | 4:25.92  |
| 4×100 m volný způsob     | Spojené státy americké Megan Romano (52.86) Jessica Hardy (53.32) Lia Neal (52.44) Allison Schmitt (52.39) Shannon Vreeland Olivia Smoliga  | 3:31.01        | Austrálie Angie Bainbridge (53.04) Marieke Guehrer (52.32) Brianna Throssell (54.19) Sally Foster (53.35)                                                          | 3:32.90    | Dánsko Mie Nielsen (53.07) Pernille Blume (53.61) Kelly Rasmussen (54.59) Jeanette Ottesen (52.24)                                                        | 3:33.51  |
| 4×200 m volný způsob     | Spojené státy americké Megan Romano (1:56.03) Chelsea Chenault (1:54.78) Shannon Vreeland (1:55.43) Allison Schmitt (1:53.01) Jasmine Tosky | 7:39.25        | Rusko Veronika Popova (1:55.36) Elena Sokolova (1:55.61) Daria Belyakina (1:55.73) Ksenia Yuskova (1:56.07)                                                        | 7:42.77    | Čína Qiu Yuhan (1:57.30) Pang Jiaying (1:56.72) Guo Junjun (1:55.91) Tang Yi (1:53.33) Wang Fei                                                           | 7:43.26  |
| 4×100 m polohová štafeta | Dánsko Mie Nielsen (56.73) Rikke Møller Pedersen (1:03.48) Jeanette Ottesen (56.49) Pernille Blume (53.17)                                  | 3:49.87        | Austrálie Rachel Goh (58.16) Sarah Katsoulis (1:03.89) Marieke Guehrer (56.36) Angie Bainbridge (52.47) Grace Loh Samantha Marshall Brianna Throssell Sally Foster | 3:50.88    | Spojené státy americké Olivia Smoliga (57.25) Jessica Hardy (1:04.61) Claire Donahue (57.67) Megan Romano (51.90) Laura Sogar Christine Magnuson Lia Neal | 3:51.43  |

## Medailové pořadí
| pořadí | stát                   | zlaté | stříbrné | bronzové | celkem |
| ------ | ---------------------- | ----- | -------- | -------- | ------ |
| 1.     | Spojené státy americké | 11    | 8        | 8        | 27     |
| 2.     | Čína                   | 3     | 5        | 3        | 11     |
| 3.     | Maďarsko               | 3     | 4        | 3        | 10     |
| 4.     | Dánsko                 | 3     | 2        | 5        | 10     |
| 5.     | Rusko                  | 2     | 3        | 4        | 9      |
| 6.     | Itálie                 | 2     | 2        | 0        | 4      |
| 7.     | Německo                | 2     | 1        | 1        | 4      |
| 7.     | Japonsko               | 2     | 1        | 1        | 4      |
| 9.     | Litva                  | 2     | 1        | 0        | 3      |
| 10.    | Austrálie              | 1     | 5        | 3        | 9      |
| 11.    | Velká Británie         | 1     | 2        | 3        | 6      |
| 12.    | Jihoafrická republika  | 1     | 1        | 0        | 2      |
| 13.    | Španělsko              | 1     | 0        | 2        | 3      |
| 14.    | Brazílie               | 1     | 0        | 1        | 2      |
| 14.    | Nový Zéland            | 1     | 0        | 1        | 2      |
| 14.    | Polsko                 | 1     | 0        | 1        | 2      |
| 17.    | Bělorusko              | 1     | 0        | 0        | 1      |
| 17.    | Norsko                 | 1     | 0        | 0        | 1      |
| 17.    | Ukrajina               | 1     | 0        | 0        | 1      |
| 20.    | Jamajka                | 0     | 2        | 0        | 2      |
| 20.    | Slovinsko              | 0     | 2        | 0        | 2      |
| 22.    | Francie                | 0     | 1        | 1        | 2      |
| 23.    | Česko                  | 0     | 0        | 1        | 1      |
| 23.    | Faerské ostrovy        | 0     | 0        | 1        | 1      |
| 23.    | Trinidad a Tobago      | 0     | 0        | 1        | 1      |
|        | Celkem                 | 40    | 40       | 40       | 120    |

## Výsledky
- Výsledky (anglicky) na OmegaTiming.com

## Rekordy
Rekordy naleznete na na anglické Wikipedii.